# 99号弗吉尼亚州州道
99號弗吉尼亞州州道位於美國維吉尼亞州 Pulaski郡，連接Pulaski的81號州際公路和維吉尼亞州100號公路。在西北方此公路亦連接維吉尼亞州738號公路和往Mechanicsburg的維吉尼亞州42號公路。